# Andrea Bruno Mazzocato
Andrea Bruno Mazzocato (* 1. září 1948 Preganziol) je italský římskokatolický duchovní a emeritní arcibiskup Udine.

## Život
Narodil se 1. září 1948 v Preganziolu.
Vstoupil do kněžského semináře v Trevisu. Po teologickém studiu byl 3. září 1972 biskupem Antoniem Mistrorigem vysvěcen na kněze a inkardinován do diecéze Treviso. Stal se farním vikářem v San Martino di Lupari. Během tohoto období studoval liturgiku na Institutu pastorační liturgiky svaté Justýny v Padově a dogmatickou teologii na Papežské teologické fakultě Severní Itálie v Miláně. Od roku 1977 přednášel dogmatickou teologii v Trevisu a Padově.
V letech 1977–1986 byl spirituálem semináře a následně biskupským delegátem pro formaci mladého kléru. Roku 1990 byl jmenován pro-rektorem menšího semináře a roku 1994 rektorem kněžského semináře. Dne 11. října 2000 jej papež Jan Pavel II. jmenoval biskupem Adria-Rovigo. Biskupské svěcení přijal 9. prosince z rukou biskupa Paola Magnani a spolusvětiteli byli biskup Antonio Mistrorigo a biskup Martino Gomiero.
Dne 3. prosince 2003 byl převeden do úřadu biskupa Treviso a 20. srpna 2009 papežem Benediktem XVI. do úřadu metropolitního arcibiskupa Udine. Roku 2020 se stal velkopřevorem Rytířského řádu Božího hrobu jeruzalémského pro region Furlansko-Julské Benátsko.
Dne 23. února 2024 přijal papež František jeho rezignaci z důvodu dosažení kanonického věku 75 let.